# 栃木市立皆川中学校
栃木市立皆川中学校（とちぎしりつ みながわちゅうがっこう）は、栃木県栃木市皆川城内町にある公立中学校。栃木市立皆川城東小学校との間で、小中一貫教育の研究が平成17年度から続いている。

## 沿革

### 年表[2]
- 1947年（昭和22年）4月1日 - 皆川小学校に併設し、皆川村立皆川中学校として開校。
- 1948年（昭和23年）9月30日 - 校舎落成に伴い同年10月1日に移転。
- 1954年（昭和29年）9月30日 - 皆川村の栃木市編入により、栃木市立皆川中学校と改称。
- 1956年（昭和31年）12月1日 - 校旗および校歌の制定、校章決定。

## 通学区域
旧皆川村域に相当する栃木市立皆川城東小学校の学区が皆川中学校の学区となっている。
- 皆川城内町
- 大皆川町
- 新井町

- 泉川町
- 岩出町
- 志鳥町

- 小野口町
- 柏倉町

## 出身有名人
- 寺内崇幸
- 日向野義幸

## 周辺
- 栃木市役所皆川出張所
- 栃木警察署皆川城内駐在所
- 皆川郵便局
- 皆川城址